# Wapen van de Volksrepubliek China

Het wapen van de Volksrepubliek China (vereenvoudigd Chinees: 中华人民共和国国徽; traditioneel Chinees: 中華人民共和國國徽; pinyin: Zhōnghuá rénmín gònghéguó guóhuī) is het officiële wapen van de Volksrepubliek China.
Het wapen bestaat uit rode cirkel met daarin de Tiananmen, de toegangspoort tot de Verboden Stad vanaf het Plein van de Hemelse Vrede in Peking, en daarboven de vijf sterren die ook afgebeeld staan op de vlag van de Volksrepubliek China. De grote ster symboliseert de Communistische Partij van China en de vier kleine sterren de vier sociale klassen volgens het Maoïsme. De rode cirkel wordt omgeven door twee cirkels van respectievelijk rijst (binnenste cirkel) en tarwe (buitenste cirkel). Deze cirkels vertegenwoordigen de Landbouwrevolutie uit het Maoïsme. Onderaan het sjabloon bevindt zich een tandwiel dat de industrie van China weergeeft.
Het wapen is ontworpen door de architect Liang Sicheng tijdens een ontwerpwedstrijd na oprichting van de Volksrepubliek China. Op 20 september 1950 werd het wapen officieel ingevoerd.
Afghanistan · Armenië · Azerbeidzjan · Bahrein · Bangladesh · Bhutan · Brunei · Cambodja · China: Volksrepubliek / Republiek (Taiwan) · Cyprus · Filipijnen · Georgië · India · Indonesië · Irak · Iran · Israël · Japan · Jemen · Jordanië · Kazachstan · Kirgizië · Koeweit · Laos · Libanon · Malediven · Maleisië · Mongolië · Myanmar · Nepal · Noord-Korea · Oezbekistan · Oman · Oost-Timor · Pakistan · Palestina · Qatar · Rusland · Saoedi-Arabië · Singapore · Sri Lanka · Syrië · Tadzjikistan · Thailand · Turkmenistan · Turkije · Verenigde Arabische Emiraten · Vietnam · Zuid-Korea

Afhankelijke gebieden: Hongkong · Macau

Betwiste gebieden: Noord-Cyprus